# Eupelmus malgascius
Eupelmus malgascius is een vliesvleugelig insect uit de familie Eupelmidae. De wetenschappelijke naam is voor het eerst geldig gepubliceerd in 1917 door Masi.